# Тритикале
Тритикале (лат. Triticosecale, Triticale) је род житарица из фамилије Poaceae, чије се зрно користи за исхрану.

## Порекло
Тритикале је настао укрштањем пшенице и ражи, и представља хибрид пшенице. Настао је крајем 19. века у Шкотској и Немачкој. Тритикале је синтетичка биљна врста, алополиплоид, и данас постоје две форме: хексаплоидна са 42 хромозома и октоплоидна са 56 хромозома. Овај хибрид садржи све хромозоме вулгаре пшенице (2n-42), и све хромозоме од ражи (2n-14). Хексаплоидна форма има два генома дурум пшенице, али и поред тога што дурум пшеница има квалитетније зрно од вулгаре пшенице, хибрид из ове комбинације има зрно лошијег квалитета и нижег приноса од октоплоидног тритикалеа. Биљке октоплоида су интерметијарне у грађи и висини биљке, форми класа, квалитету и структури зрна, док су по боји класа и стабљике сличније ражи. 

## Употреба
У почетку су је због нутритивне вредности, која је већа и од кукуруза, селекционари и стручњаци за исхрану стоке, препоручивали за исхрану свих врста животиња. Последњих година се све више уводи у људску исхрану, производњу тзв. интегралних производа заједно са пшеничним брашном. Приликом врења теста тритикаловог брашна, активношћу фермената алфа-амилазе, скроб се врло брзо претвара у шећер, због чега се добија хлеб врло слатког укуса. Тритикале се користи још и за производњу алкохола и пивског слада. Зелена маса крмних сорти се користи за исхрану стоке, а може се такође користити као сено или силажа, где се употребљава цела биљка.

## Агротехничке мере гајења

### Плодоред
Тритикале не подноси гајење у монокултури, и на исту парцелу долази након три године. Предусеви који се користе пре сетве тритикалеа су сунцокрет, рани хибриди кукуруза, кромпира, грашка и многогодишњих травно-детелинских смеса.

### Обрада земљишта
Основна обрада земљишта се обавља на 25 до 30cm дубине. Земља након основне обраде треба бити орашасто мрвичасте структуре, због осетљивог жиличастог корена који има тритикале.

### Ђубрење
Количине ђубрива су око 300 kg/ha NPK (8:16:24), а за прихрану се користе азотна лако топљива ђубрива у пролеће, користи се и ђубрење стајњаком, од 20 до 40 t/ha.
Пример ђубрења:
- У основној обради: 300 kg/ha NPK (7:20:30),
- Прва прихрана у фази пролећног кретања вегетације: 200 kg/ha KAN,
- Друга прихрана у фази класања: 150 kg/ha KAN.

### Сетва
Оптимални рок сетве је прва половина октобра. Сетвена норма је 450—500 клијавих зрна/m², односно 200—220 kg/ha семена. Дубина сетве се креће од 3 до 5 cm (на тежим земљиштима плиће, а на лакшим дубље).

### Жетва
Жетва се обавља када влажност зрна падне на приближно 13%, што се догађа при крају жетве пшенице. Приноси тритикалеа могу бити и до 5 t/ha. Жетва се врши на прелазу воштане у пуну зрелост, а начин жетве зависи од степена полегања усева. Сорте за зрно имају чврсто и ниско стабло, па не полегну, док крмне сорте које имају високо стабло, у времену сазревања лако полегну.

## Закључак
Тритикале много обећава као комерцијални усев јер има потенцијал да се бави специфичним проблемима унутар индустрије житарица. Истраживање високих стандарда се тренутно спроводи у свету, у местима као што је Универзитет Стеленбош у Јужној Африци. Конвенционални узгој биљака је помогао заснивање тритикалеа као вредног усева, нарочито где су услови мање повољни за гајење житарица. Тритикале је синтетисана житарица без обзира на многа почетна ограничења, као што су немогућност да се репродукује због неплодности и сушења семена. Слаб принос и слаба нутритивна вредност углавном су елиминисани. Технике културе ткива у односу на пшеницу и тритикале показују константан напредак, али изолација и гајење појединих микроспора изгледа највише обећавају. Многи молекуларни маркери се могу применити на маркер уз помоћ трансфер гена, али остаје израз Р-гена у новој генетској позадини тритикалеа да се истражи.